# Żangaarka
Żangaarka (do 2020 roku Atasu) – osiedle typu miejskiego we wschodnim Kazachstanie, w obwodzie karagandyjskim, w rejonie Żangaarka. Liczy 14 014 mieszkańców (2009). Ośrodek wydobywczy rudy żelaza.
W 1999 zdarzyły się 2 awaryjne starty rakiet Proton. Jeden z nich zakończył się upadkiem rakiety 25 km na północny wschód od miasta. Skażone zostało 394,6 tys. ha powierzchni.